# Eupteryx zova
Eupteryx zova är en insektsart som beskrevs av Irena Dworakowska 1978. Eupteryx zova ingår i släktet Eupteryx och familjen dvärgstritar. Inga underarter finns listade i Catalogue of Life.